# Pertuzumabe
Pertuzumabe ou pertuzumab é um anticorpo monoclonal recombinante humanizado utilizado no tratamento de câncer de mama com sobre-expressão ou amplificação do gene HER2, que combinado a outros medicamentos pode aumentar a sobrevida de pacientes atingidos. Desenvolvido pela farmacêutica Genentech, atua como inibidor do recetor de superfície celular HER2.